# Biophytum longipedunculatum
Biophytum longipedunculatum är en harsyreväxtart som beskrevs av E. Govindarajalu. Biophytum longipedunculatum ingår i släktet Biophytum och familjen harsyreväxter. Inga underarter finns listade i Catalogue of Life.